# Technicolor (Konzern)
Technicolor ist ein börsennotierter französischer Konzern mit Sitz in Issy-les-Moulineaux bei Paris. Es ist aus dem früheren Thomson-Konzern hervorgegangen, der eng mit der Industriegeschichte Frankreichs verwoben ist und in der Vergangenheit u. a. als Hersteller von Unterhaltungselektronik und Haushaltsgeräten und in der Militärtechnik tätig war. Der Konzern hat sich durch vielfältige Übernahmen und Abspaltungen stark gewandelt; mittlerweile ist aus dem Elektronikhersteller ein Dienstleistungsunternehmen im Medienbereich (in der Postproduktion, Medienzugangsgeräte, Herstellung und Vertrieb von DVDs etc.) geworden.
Der Name Technicolor wurde 2010 vom bereits 2001 aufgekauften amerikanischen Unternehmen Technicolor übernommen, das vor allem durch seine gleichnamigen filmtechnischen Verfahren für die Herstellung von Kino-Farbfilmen bekannt geworden ist.
Am 27. September 2022 wurden die Aktivitäten im Bereich Filmproduktion unter dem Namen Technicolor Creative Studios abgespalten und das Unternehmen in Vantiva umbenannt.

## Aktivitäten
Technicolor ist heute in drei Geschäftsbereichen tätig:
- in der audiovisuellen Produktion ist Technicolor ein führender Dienstleister für die Erstellung von Inhalten, einschließlich audiovisuellen Effekten und Animationen und von weiteren Videoproduktionsdienstleistungen.
- Im Bereich der DVD-Dienste ist Technicolor führend bei der Herstellung (einschließlich Vervielfältigung und Verpackung) und dem Vertrieb von CDs, DVDs und Blu-ray-Platten.
- Im Bereich Connected Home ist Technicolor in der Entwicklung und Herstellung von Lösungen für den Zugang zu digitalen Video-, Daten-, Sprach- und Smart-Home-Diensten, bestehend aus Breitbandmodems (Kabelmodem), digitale Set-Top-Boxen und andere Geräte für Pay-TV-Betreiber und Netzwerkdienstanbieter.

## Geschichte

### Die Anfänge
Das Vorgängerunternehmen Thomson-Houston Electric Company wurde 1879 von Elihu Thomson und Edwin Houston in den USA gegründet.
Im Jahr 1892 wurde das Unternehmen mit der von Thomas Alva Edison gegründeten Edison General Electric Company zur General Electric vereinigt. Im Jahr 1893 wurde die Compagnie Française Thomson-Houston (CFTH) mit Sitz in Paris als Schwestergesellschaft der General Electric gegründet, die in Frankreich in der Elektrizitätserzeugung und -übertragung unter Nutzung der Patente der Thomson-Houston Electric Corporation aktiv wurde.
1919 wurden die Radio Corporation of America (RCA) und in Frankreich die Compagnie générale de la télégraphie sans fil (CSF) gegründet.
Im Jahr 1922 erwarb Thomson von der Familie Fenoyl die Porzellan-Manufaktur von Sainte-Foy-l'Argentière, die ein Patent auf elektrische Porzellanisolatoren hatte.
Im Jahr 1928 fusionierte Thomson-Houston mit einem Teil von Société Alsacienne de Constructions Mécaniques (SACM), um ein neues Unternehmen zu gründen, Als-Thom (für ALSace-THOMson), ein Hersteller elektromechanischer Bauteile (heute Alstom).

### 1960er- und 1970er-Jahre
Im Jahr 1966 fusionierte die Compagnie Française Thomson-Houston mit Hotchkiss-Brandt zur Thomson-Houston-Hotchkiss-Brandt. Kurz darauf wurde das Unternehmen in Thomson-Brandt umbenannt; diese Fusion brachte in die Thomson-Gruppe den Bereich Haushaltsgeräte (unter der Marke Brandt) sowie die militärischen Aktivitäten von Hotchkiss ein – das Ziel war die Schaffung eines französischen Führers in Elektrohaushaltsgeräten, um gegen die wachsende ausländische Konkurrenz zu bestehen, sowie Absatzmöglichkeiten für elektronische Bauteile in den neuen Rüstungsaktivitäten.
Im Jahr 1968 wurde das Elektronikgeschäft von Thomson-Brandt mit der Compagnie générale de la télégraphie sans fil zur Thomson-CSF fusioniert; Thomson-Brandt hielt einen 40%-Anteil an diesem Unternehmen. 1969 wurde der Haushaltsgerärethersteller Claret erworben.
Anfang der 1970er-Jahre war der Thomsonkonzern somit in den Bereichen Haushaltsgeräte und elektromechanische Bauteile einerseits, Unterhaltungselektronik (mit der Herstellung von Fernsehern) sowie industrielle und militärische Elektronikbauteile andererseits aufgestellt.

### 1980er- und 1990er-Jahre
1982 wurden Thomson-Brandt und Thomson-CSF von der sozialistischen französischen Regierung unter François Mitterrand verstaatlicht. 1983 werden die beiden Unternehmen unter dem Namen Thomson zusammengefasst. Das Konglomerat, das Lampen, Fernsehgeräte, Haushaltsgeräte und militärische Systeme herstellt und mehr als 100.000 Mitarbeiter beschäftigte, stand vor seiner Nationalisierung jedoch kurz vor dem Konkurs.
Thomson war bis in die 1980er-Jahre ein wichtiger Halbleiterhersteller; die Halbleitersparte Thomson Semiconducteurs (Frankreich) fusionierte mit SGS Microelettronica (Italien) zu SGS-Thomson, heute bekannt als STMicroelectronics. Thomson-CSF, ein Unternehmen mit Produkten aus dem Rüstungssektor (Radar, Raketen usw.) wurde 1998 mit den Rüstungssparten von Alcatel, Dassault Électronique zusammengelegt, wobei der französische Staat weiterhin die Mehrheitsanteile an Thomson-CSF hielt. Von 1998 bis 2000 verringerte der französische Staat seine Anteile. Im Juni 2000 übernahm Thomson-CSF das britische Unternehmen Racal, einen der größten englischen Elektronikkonzerne. Schließlich nannte sich Ende 2000 Thomson-CSF in Thales Group um, und besiegelte so auch mit dem neuen Namen seine Selbstständigkeit vom ehemaligen Thomson-Konzern.
Thomson-Brandt vergrößerte sich in den 1980er- und 1990er-Jahren gleichzeitig insbesondere im Bereich der Unterhaltungselektronik durch unzählige neue Aufkäufe weiterer teils sehr bekannter Unternehmen wie Telefunken, Nordmende, SABA und RCA; der Bereich Haushaltsgeräte mit den Marken Brandt, de Dietrich und Sauter wurde 1992 an den italienischen Konkurrenten El.Fi verkauft (und ist nach mehreren Restrukturierungen seit 2014 Teil des algerischen Cevital-Konglomerats unter dem Namen Groupe Brandt). Ab 1999 wurde das Unternehmen unter der Regierung Chirac als Thomson Multimedia schrittweise über die Börse privatisiert.

### 2000er-Jahre
Im Jahr 2001 übernahm Thomson das US-amerikanische Unternehmen Technicolor, das seinerzeit das Technicolor-Farbfilmverfahren entwickelt hatte.
2004 ging der Bereich Fernseher-Produktion von Thomson und dem chinesischen Unternehmen TCL in ein Gemeinschaftsunternehmen TTE über, das ausschließlich Fernseher herstellte und kurzzeitig der größte Hersteller von Fernsehern weltweit war. Insolvenz und Abwicklung folgte bereits 2006.
2005 kaufte Thomson Europe den deutschen Set-Top-Boxen-Marktführer (DVB-S und DVB-T) und Zubehörspezialisten SM Electronic (Marke SKYMASTER).
Ende 2005/ Anfang 2006 übernahm der Thomson-Konzern über 90 Prozent der Aktien des japanischen Unternehmens Canopus, das Hard- und Software für die Videobearbeitung herstellt. Im 3. Quartal 2006 gab der Thomson-Konzern bekannt, dass er sich ganz aus dem Geschäft mit Unterhaltungselektronik zurückzieht. Thomson AVA (Sitz in Boulogne bei Paris) und SM Electronic (Sitz in Stapelfeld/Braak bei Hamburg) sollten zum 1. Januar 2007 von der schweizerischen Oristano-Gruppe übernommen werden. Eine Vollzugsmeldung der Übernahme zum Jahresanfang 2007 ist ausgeblieben. Die Kunden von Thomson AVA und Skymaster wurden informiert, dass der Verkauf nicht abgewickelt werden konnte und man weiterhin auf der Suche nach einem Investor sei. Branchengerüchten zufolge sollte bis Ende Juni 2007 ein Käufer gefunden und im Laufe des Juli der Verkauf gemeldet werden. Im Rennen waren eine Investorengruppe und ein strategischer Investor aus der Unterhaltungselektronik. Auch eine Abspaltung bzw. ein separater Verkauf von SM Electronic (Skymaster) wurde nicht ausgeschlossen.
Im Oktober 2007 gab Thomson die Aufgabe der Unterhaltungselektronik-Sparte AVA (Audio/Video/Accessories) zum Jahresende 2007 bekannt. Während für das Geschäft in den USA ein Käufer gefunden werden konnte, gelang das in Europa zunächst nicht. Im Januar 2008 wurde die deutsche Thomson-Tochter SM Electronic (SKYMASTER) von der Gigaset übernommen.
Am 1. Januar 2011 wurde die Tochtergesellschaft Grass Valley an den Finanzinvestor Francisco Partners verkauft.

### Umbenennung in Technicolor
Am 26. Januar 2010 änderte Thomson seinen Namen in Technicolor, nachdem das Unternehmen nach einer tiefgehenden Krise seine Verbindlichkeiten hat umschulden können. Ursprünglich hatte Thomson Technicolor im Jahr 2001 gekauft und firmierte von 2010 bis zur erneuten Umbenennung in Vantiva unter dessen Namen.

### Historische Marken des Konzerns
Nach dem Rückzug aus der Unterhaltungselektronik wurden das Recht zur Nutzung der noch klangvollen Markennamen an verschiedene Hersteller lizenziert, oft nur für bestimmte Produktkategorien und Regionen. Fernseher der Marken Thomson und RCA baut seitdem der chinesische Konzern TCL. Während die Fernseher in Europa unter der Marke Thomson verkauft werden, ist die Marke RCA ausschließlich auf dem nordamerikanischen Markt vertreten. In Asien verkauft TCL die Produkte unter eigener Marke, aber auch unter dem Markennamen Rowa.
Die ebenfalls übernommene Marke Telefunken gehört heute der Telefunken Licenses GmbH, die selbst Lizenzen zur Nutzung des Namens vergibt.
2022 wurden der Geschäftsbereich Markenlizenzen mit den verbliebenen Markenrechte der Unterhaltungselektronik an die auf Brand Extension spezialisierte Firma Talisman Brands/Established verkauft.

## Logos

Älteres Thomson-Logo
Logo vor der Namensänderung bis 26. Januar 2010
Logo der übernommenen Technicolor-Filmtochter bis 2010
Aktuelles Konzernlogo seit der Namensänderung vom 26. Januar 2010